# Río El Limón
Der Río El Limón (deutsch Zitronenfluss) ist ein Fluss im Nordwesten des Bundesstaates Zulia in Venezuela. Er entsteht durch den Zusammenfluss der Flüsse Río Guarare und Río Socuy. Er hat eine Länge von 35 km, fließt durch die Laguna de Sinamaica und mündet in der Bahía El Tablazo gegenüber der Isla de Toas ins Karibische Meer.
An seinen Ufern bauten die indigenen Völker Pfahlbauten. Die Ufer sind reich an Mangroven und es existiert eine üppige Fauna, insbesondere Meeräschen, Krabben und Snooks.